# Kascha Papillon
Kascha ou Kascha Papillon, nascida com o nome de Allison Kainoaani Chow (Mililani, 8 de dezembro de 1967), é uma ex-atriz de filmes pornográficos e modelo erótica.

## Biografia
Kascha formou-se na Leileihua High School em 1984 e jogou tênis com aspirações de tonar-se profissional neste esporte, até sofrer uma lesão que encerrou sua carreira. Começou sua carreira no cinema pornô em 1988 com a idade de 20 anos em Introducing Kascha (Girls of the Double D 7) (1987).
Foi fotografada por Suze Randall, em 1988, para a edição de agosto da Penthouse e foi capa da edição de novembro de 1989 da Hustler. Entre suas aparições, foi garota da capa da High Society, em julho de 1988 (fotografada por Suze Randall). Em setembro de 1988, posou para a Leg Show e para a Juggs em fevereiro de 1990, sendo uma das primeiras modelos a usar revistas masculinas como entrada no cinema pornográfico.
Trabalhou em mais de trinta filmes, estrelando vários que incluíram seu nome no título (tais quais Educating Kascha and From Kascha with Love). Entre 1988 e 1989, estrelou em todos os oito filmes da série Hawaii Vice, dirigidos por Ron Jeremy. Deixou os filmes adultos em 1994,
Também fez pequenos papéis em alguns filmes B, sob o pseudônimo de "Alison LePriol", incluindo Caged Fury (1989) e Fortress of Amerikkka (1989) e ficou conhecida como sendo de descendência mista (metade chinesa, metade sueca) e era caracterizada por suas fisionomia oriental, contrastantes com cabelo loiro. No entanto, de acordo com o livro de Anthony Petkovich de 2002, The X Factory: Inside the American Hardcore Film Industry, ela é simplesmente de origem chinesa.
Kascha foi casada com o ator pornô francês François Papillon e fez a maior parte de seu trabalho pornográfico com ele, sendo uma das poucos atrizes de sua época a fazer uma carreira apenas tendo sexo com uma pessoa.
Durante sua carreira nos filmes adultos, a aparência de Kascha passou por várias mudanças, fazendo ampliações nos seios, o que contribuiu para seu peso passar de magros 48 quilos, para 59 quilos. A atriz estava entre a primeira onda de estrelas pornôs que receberam implantes de mama para reforçar sua carreira, apesar dela inicialmente ter negado que se submeteu aos implantes por estética, afirmando que "seus seios foram ampliados em decorrência de um acidente de carro, em que seus seios bateram contra o painel".